# Tmarus ningshaanensis
Tmarus ningshaanensis là một loài nhện trong họ Thomisidae.
Loài này thuộc chi Tmarus. Tmarus ningshaanensis được miêu tả năm 1998 bởi Jia-Fu Wang & Xi.